# الحويزة (مدينة)
مدينة الحويزة أو الهویزه وهي تصغير الحوزة،و كانت عاصمة الدولة المشعشعية وهو موضع حازة تقع من الشمال بناحية بني طرف، وجنوبا بالصحراء المنتهية بحدود البصرة والمحمرة، ومن الغرب بهور الحويزة، وشرقا بحوض نهر كارون.

## أصل التسمية
ذكرها ياقوت الحموي في معجمه في الجزءالثالث(ص 373 - 374) أن الحويزة تصغير الحوزة وأصلها من حاز يحوز حوزا، وهو موضع حازه دبيس بن عفيف الأسدي في أيام الطائع لله ونزل فيه وبنى منازله فيها.

## التاريخ
كانت الدولة المشعشعية (وهم من بني هاشم) تتخذها مركزا لحكمهم، واتخذوها عاصمة لهم عام 1441م أيام المغول، غير الإيرانيون اسمها بعد سيطرتهم عليها إلى دشت ميشان و تعني سهل ميسان بللغة الفارسية و هو إسم إحدى المملكات العربية التي أقيمت قبل الإسلام بلمنطقة. وهي أيضا موطن قبائل بني طرف (طي - وهم قبائل حاتم الطائي) وقبائل كنانة، وتقع على نهر الكرخة شمال غربي المحمرة باتجاه محافظة ميسان (العمارة) العراقية.. وقد خضعت منطقة البصرة العراقية إلى نفوذ امارة الحويزة في عهد حكم المشعشعين عام 1693 - 1700 م.

## السكان
غالبية سكانها من العرب حوالي99% والبقية فرس وآذريين وأقليات إيرانية أخرى، يزاول سكانها مختلف المهن والأعمال وأشهرها زراعة القمح والقطن وقصب السكر إلى جانب تربية المواشي وأهمها الجاموس.